# Villa Forini Lippi
Villa Forini Lippi si trova a Montecatini Terme in via Provinciale Lucchese 39.

## Storia e descrizione
La villa, risultato di una successiva aggregazione di fabbricati rurali, all'epoca del Granduca Pietro Leopoldo apparteneva a una nobile famiglia fiorentina, che la utilizzava come residenza estiva. 
La facciata è caratterizzata da una bella scala a doppia rampa in pietra serena sormontata da un'elegante loggetta con tre arcate sorrette da colonnine. L'edificio è circondato da un parco di quasi due ettari nel quale si trovano ippocastani, lecci, cedri del Libano ed altre essenze secolari.
Nel corso della seconda guerra mondiale la villa fu sede di uno degli orfanotrofi dell'Opera della Divina Provvidenza Madonnina del Grappa di don Giulio Facibeni. 
Attualmente la villa è sede della biblioteca comunale. 

### Luogo di rifugio degli ebrei perseguitati durante l'Olocausto
Durante l'occupazione tedesca trovarono rifugio nell'orfanotrofio della Madonnina del Grappa almeno tre bambini ebrei (i fratelli Cesare e Vittorio Sacerdoti e un piccolo profugo dalla Grecia di nome Elio), i quali furono così salvati dalla deportazione.